# Else Wislicenus
Else Wislicenus, geborene Freudenberg (* 23. November 1866 in Rastatt, Großherzogtum Baden; † 1948 in Pillnitz), war eine deutsche Kunststickerin.

## Leben
Else Freudenberg heiratete 1894 den Maler Max Wislicenus. Zusammen mit ihrem Mann zog sie 1896 nach Breslau, wo ihr Gatte als Lehrer an der Königlichen Kunst- und Gewerbeschule unterrichtete. Sie selbst, eine autodidaktisch herangereifte Kunststickerin, wurde später von Hans Poelzig, dem Leiter der Kunst- und Gewerbeschule ab 1903, als Lehrerin für Textilkunst verpflichtet.
Ihre perlenbestickten Schmuckkästen, Handtaschen und Kissen wurden gerühmt für ihre hohe künstlerische Qualität.